# Pearà
La pearà, termine del dialetto veronese che si traduce in “pepata”, è una salsa povera o, più propriamente, una salsa semplice. Questa salsa è tradizionalmente accompagnata al lesso misto. La diffusione di questa salsa, tipico accompagnamento del lesso delle domeniche o del Natale, è limitata quasi esclusivamente a Verona e alla sua provincia.
Non è da confondere con la pevarada, salsa a base di fegatini di pollo, con cui ha in comune solo l'utilizzo del pepe.

## Storia
Le origini di questo piatto povero e contadino della cucina veronese sono ignote; la leggenda narra che fu il cuoco di corte di Alboino, re dei Longobardi, a inventarla perché aveva bisogno di un cibo in grado di ridare forza a Rosmunda, la quale, divenuta forzatamente moglie del re, si stava lasciando morire di fame dopo essere stata costretta a bere dal cranio, trasformato in coppa, del padre Cunimondo re dei Gepidi ucciso in battaglia dallo stesso Alboino.
La versione di illustri esperti veronesi è che le origini della pearà vadano ricercate nella sua semplicità ed economicità.

## Accompagnamento
La pearà si mangia anticipandola con un primo piatto di brodo, come paparele, tortellini di Valeggio o gratini in brodo, e viene accompagnata con lesso (non bollito, come è tradizione) ed erbe amare di campo passate in padella. Questo denota come "fare la pearà" non indichi un semplice piatto, ma un certo tipo di pranzo nella sua completezza.
I tagli tipici di carne del lesso sono la lingua, la copertina, la gallina o il cappone intero. La presenza del cotechino è di probabile recente aggiunta (d'altra parte esula dalla preparazione del brodo).
Il fatto che la si accompagni di tradizione al lesso, invece che al bollito (sebbene questo sia più comune nella ristorazione), sottolinea come fosse centrale la preparazione di un buon brodo.

## La disputa sul formaggio
Ci sono divergenze sull'utilizzo o no del formaggio: da una parte un filone di pensiero sostiene che la pearà sia un piatto essenzialmente povero - fatto solo con "avanzi" di altre pietanze, quali appunto i pezzi di pane raffermo e il midollo di ossa di bue - per cui, nel "rispetto della sua povertà" non vi si dovrebbe aggiungere formaggio grana; ma il fatto che sia un piatto povero è in contraddizione con il fatto che si accompagna solo ed esclusivamente al lesso (piatto della domenica delle famiglie) e che ha come ingrediente qualificante il pepe che, spezia orientale, non era certamente - alle origini della diffusione - un ingrediente per i poveri. Dalle divergenze di opinione si deduce che, nella tradizione veronese, è un piatto che aveva - ed ha - una versione ricca (con formaggio grana e pepe anche abbondanti) e una versione povera (senza grana e con poco pepe) per cui agli avanzi succitati, quali appunto il pane raffermo e il midollo di ossa di bue, potevano nelle famiglie più agiate essere aggiunti burro e formaggio in quantità variabili, a tutto ciò si può aggiungere un'ulteriore argomentazione sulla "non essenza povera" e quindi sulla esistenza di una versione ricca: anche il pane nel Veneto non era un cibo esattamente per i poveri in quanto l'alimento di base per eccellenza era la polenta (si veda a tale proposito la questione dell'alimentazione con sola polenta e la piaga della pellagra in Veneto e altrove) e quindi la disponibilità di pane anche raffermo era anch'essa legata ad uno stato di benessere maggiore della media. Rimane il fatto che fosse, in un passato relativamente più vicino, un piatto di festa comune per una popolazione di censo medio-basso, poiché la popolazione agiata aveva una dieta che subiva il forte influsso della cucina francese, allora di riferimento fra benestanti e aristocratici, basata su altri prodotti e ricette di riferimento.
Sicuramente si può affermare che l'aggiunta del formaggio in maniera diffusa sia pertanto relativamente recente.

## Ricetta
Nell'estrema variabilità della ricetta esistono molti locali e molte famiglie dove la pearà viene servita addirittura senza il pepe perché non apprezzato il piccante.  Si cuoce con una teglia di coccio.
| Nome prodotti                         | Quantità prodotti                        |
| ------------------------------------- | ---------------------------------------- |
| Pane raffermo da grattugiare          | 400/500 grammi                           |
| Midollo di bovino                     | 100 grammi                               |
| Brodo di carne o di manzo e/o gallina | 1 litro                                  |
| Pepe nero                             | 2/3 cucchiaini                           |
| Grana Padano (opzionale)              | un paio di cucchiai                      |
| Olio d'oliva                          | 100 grammi (un terzo di bicchiere circa) |
| Sale                                  | quanto basta                             |